# البعثة السويدية للقارة القطبية الجنوبية

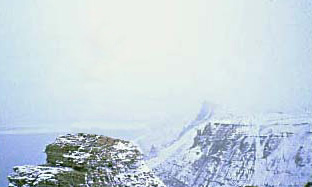
ثلوج جزيرة هيل يناير 1999

بدأت البعثة السويدية لاكتشاف القطب الجنوبي بين أعوام (1901 - 1904) بقيادة الجيولوجي السويدي Otto Nordenskjöld والقبطان Carl Anton Larsen.

## تنظيم رحلة الاستكشاف
كان Otto Nordenskjöld وهو جيولوجي وجغرافي من السويد قد أوكلت إليه مهمة تنظيم وقيادة البعثة العلمية لقارة أنتارتيكا، وأعطي أمر قيادة الرحلة إلى قارة أنتارتيكا لرجل من ذوي الخبرة الكبيرة وهو Carl Anton Larsen، الذي شغل منصب قائد سفينة القطب الجنوبي، والذي كان قد أوكلت اليه مهمة استطلاع صيد الحيتان في عامي 1892 - 1893 مع سبعة علماء آخرين جنبا إلى جنب مع 16 من الضباط البحرية وأشخاص مساعدين.
وعلى الرغم من نهايتها بنجاح بعد تحمل مصاعب كبيرة، وعلى الكم الكبير من النجاحات العلمية التي تحققت، ومع اكتشاف الكثير من أجزاء الساحل الشرقي لأرض جراهام بما في ذلك الخليج الأخضر، وجزيرة جيمس روس، مجموعة جزر فوين فيل وأرخبيل بالمر، وعلى الرغم من جلب الرحالة للعديد من العينات الجيولوجية وعينات الحيوانات البحرية واكتساب الجيولوجي Otto Nordenskjöld شهرة في بلده السويد، إلا أن الرحلة كلفت السويد خسائر ضخمة.
وكان مما جرى في الرحلة أن ضاعت بعثتين من أعضاء الرحلة في جزيرتين رئيسيتين في قارة أنتارتيكا، القسم الأول ضاع في جزيرة سنو هيل حيث أمضى Otto Nordenskjöld وخمسة من زملائه شهرين تائهين في هذه الجزيرة، والثاني ضاع في جزيرة باولت حيث تقطعت بهم السبل في هذه الجزيرة من فبراير 1903 حتى نوفمبر 1903.

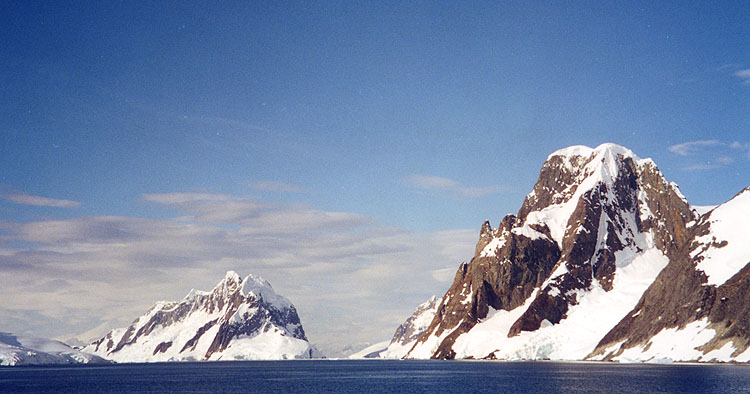
جبل سكود في قارة أنتارتيكا

## جزيرة سنو هيلsnow hill island
في طريقه إلى جزيرة سنو هيل في عام 1901، كان Otto Nordenskjöld قد مر ببوينس آيرس عاصمة جمهورية الأرجنتين، حيث قدمت له الحكومة الأرجنتينية اللوازم الكافية وغيرها من أشكال المساعدة على شرط أن يدرج على قائمة رحلته لقارة أنتارتيكا ضابط من ضباط البحرية الأرجنتينية، وكان اختيار الحكومة الأرجنتينية على خوسيه سوبرال، وكذلك انضم للرحله الفنان الأمريكي فرانك والبرت ستوك، وقد قضيا سنتين مع قائد الرحلة Otto Nordenskjöld في جزيرة سنو هيل، وقد أصبح هذا الأرجنتيني أول أرجنتيني سافر للقارة القطبية الجنوبية، وكان وجود هذا الضابط أيضا أحد العوامل التي أثرت على الحكومة الأرجنتينية لبذل جهود انقاذ في عام 1903، والتي نجحت في انقاذ جميع أفراد البعثة بعد أن تاهوا.

## جزيرة باولتPaulet Island
بعد أن غرقت سفينة البعثة السويدية في جزيرة باولت، وسحقت من قبل جليد طوله حوالي 25 ميلا، فقد نجا عشرين رجل باستعمالهم لقارب نجاة، وبعد نجاتهم بدؤا في بناء كوخ قوي من الحجر مزدوجة الجدران والتي لا تزال قائمة الذات حتى اليوم، وبصرف النظر عن محدودية الإمدادات التي كانت بحوزتهم قبل وصولهم جزيرة باولت، إلا أنهم بقوا على قيد الحياة بفضل آلاف طيور البطريق التي تغذوا عليها، فضلا عن بيضها.

## وصلات خارجية
- Antarctic Swedish Antarctic Expedition 1901 - 1904
- Nordenskjöld's Antarctic Expedition
- Map of the area explored by the expedition
- 2002 revisit the sites of the 1902 Expedition